# 特斯拉閥

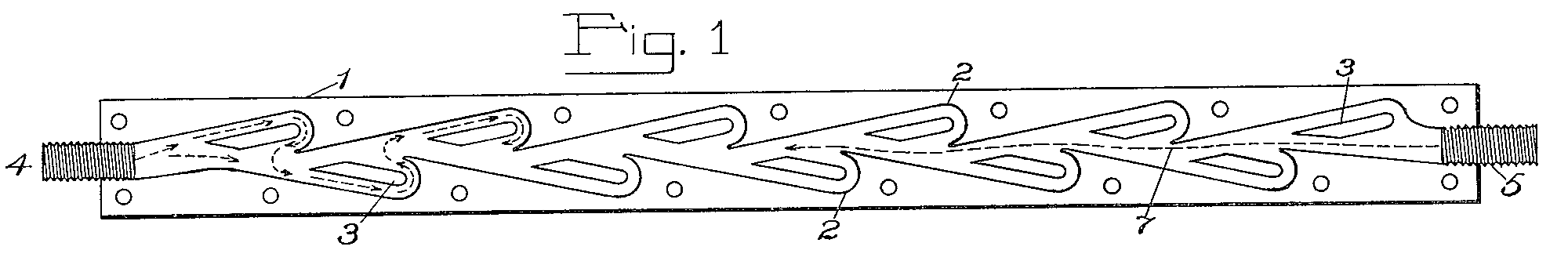
原始專利申請中特斯拉閥的橫截面，顯示了其十一段腔體設計。

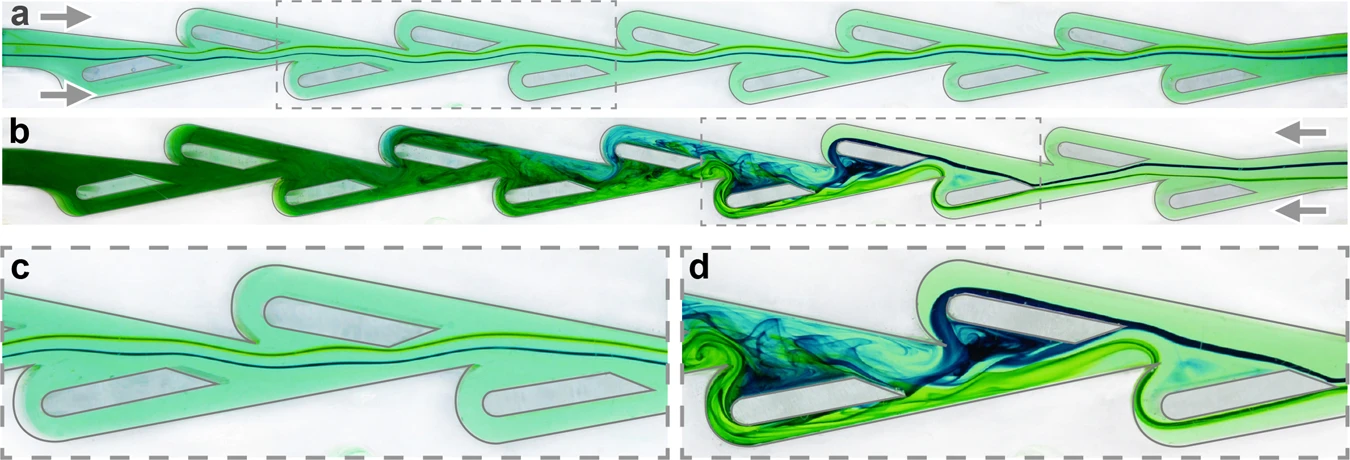

特斯拉閥（英語：Tesla valve），其發明者稱之為，是一種固定幾何形狀的被動止回阀。它限制流体優先向一個方向流動，而無需移動部件。該裝置以其發明者尼古拉·特斯拉命名，他因這項發明於1920年獲得美國專利第1,329,559号。該專利申請對本發明描述如下：
管道內部設有擴大部、凹槽、突起部、擋板或桶狀物，除了表面摩擦之外，它們實際上對流體在一個方向上的通過不產生任何阻力，但對流體在相反方向的流動卻構成了幾乎不可逾越的障礙。
特斯拉用圖紙說明了這一點，展示了一種可能的結構，其中包含一系列十一個流量控制段，儘管可以根據需要使用任何其他數量的此類段來增加或減少流量調節效果。

## 壓降比
閥門的結構使一個方向（反向）的压降比另一個方向（正向）的壓降更高。這種流動阻力的差異導致振盪流中向前方向的淨定向流速。效率通常用壓降比{\displaystyle \mathrm {Di} }（）來表示，是方向阻力的比率。
流動阻力的定義類似於電學中有關電阻的欧姆定律，為施加的壓降與產生的流速之比：
{\displaystyle R={\frac {\Delta p}{Q}}}，{\displaystyle \Delta p}是管道兩端施加的壓力差，{\displaystyle Q}是流速。
壓降比就是反向流阻與正向流阻之比：{\displaystyle \mathrm {Di} ={\frac {R_{\rm {r}}}{R_{\rm {f}}}}}。如果{\displaystyle \mathrm {Di} >1}，所討論的導管具有二極特性。
因此，壓降比也是相同流速下壓降的比率：
{\displaystyle \mathrm {Di} =\left({\frac {\Delta p_{\rm {r}}}{\Delta p_{\rm {f}}}}\right)_{Q},}
{\displaystyle \Delta p_{\rm {r}}}是流量{\displaystyle Q}下的反向（reverse）流動壓降，而{\displaystyle \Delta p_{\rm {f}}}是正向（forward）流動壓降。
同樣地，壓降比也可以定義為相同雷诺数下無量綱哈根数或達西摩擦因子的比值。

## 應用
由於沒有活動部件，特斯拉閥門的耐磨性和抗疲勞性更強，特別是在壓力頻繁反轉的應用中，如脉冲喷气式发动机。

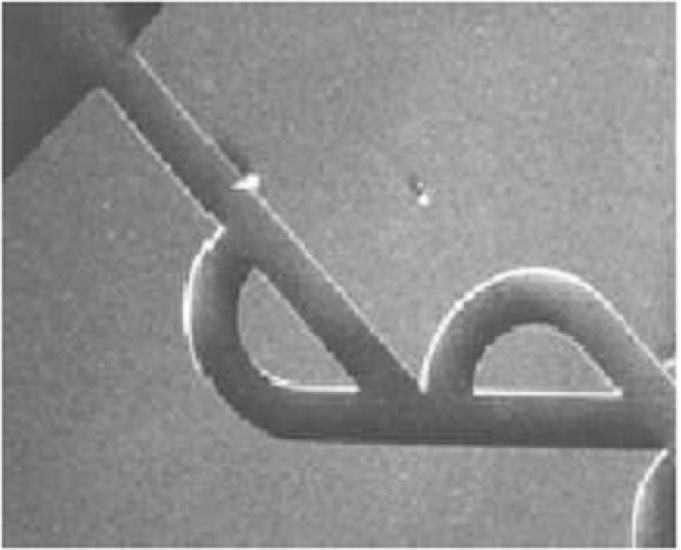
固定閥微型泵中特斯拉閥的顯微照片，從右到左的流量受到限制

特斯拉閥有於微觀流體領域的應用，並具有可擴展性、耐用性，以及易於用多種材料製造等優勢。它還用於宏流體應用和脈衝噴氣發動機。2021年，小米宣佈其部分手機將採用“環形冷泵”水冷技術。該技術使用特斯拉閥來確保水冷液的單向流動。

特斯拉閥的工作原理：上圖顯示了阻塞方向的流動：在每個段上，一部分流體會轉向（紅色）並干擾正向流動（黑色）。下圖顯示的是暢通無阻方向的流動（藍色）。

對兩段和四段特斯拉閥進行的计算流体力学模擬表明，阻塞（即反向）方向的流動阻力分別比暢通（即正向）方向的流動阻力大約高出15倍和40倍。這為特斯拉的專利主張提供了支持，即在他的圖表中的閥門管道“可以獲得大約200的壓力比，因此該裝置可以充當略微泄漏的閥門”。
然而，包括原始設計在內的穩定流實驗表明，正反方向阻力的比率較小，數值大約在2到4。 研究還表明，該裝置在脈動流下效果更好。